# Ципченко Дмитро Олегович
Дмитро Олегович Ципченко (рос. Дмитрий Олегович Цыпченко, нар. 29 червня 1999, Воронеж, Росія) — російський футболіст, нападник клубу «Крила Рад».

## Ігрова кар'єра

### Клубна
Дмитро Ципченко є вихованцем воронежського футболу, де він грав у молодіжній команді місцевого «Факела». У віці 15 - ти років віе перейшов в академію московського клуба «Чертаново». У сезоні 2016/17 Ципченко дебютував у Другій лізі. В тому ж сезоні разом з клубом Дмитро, вигравши турнір Другої ліги, підвищився до Першої ліги.
Влітку 2020 року Дмитро Ципченко уклав угоду з клубом «Крила Рад», з яким в першому ж сезоні виграв турнір ФНЛ і вже в липні дебютував в елітному дивізіоні.

### Збірна
За юнацькі збірні Росії різних вікових категорій Дмитро Ципченко провів близько двох десятків матчів.

### Досягнення
Крила Рад
- Переможець ФНЛ: 2020/21
- Фіналіст Кубка Росії: 2020/21